# 乔瓦尼·祖基
乔瓦尼·祖基（義大利語：Giovanni Zucchi，1931年8月14日—2021年1月19日），意大利男子赛艇运动员。他曾代表意大利参加1956年、1960年和1964年夏季奥林匹克运动会赛艇比赛，获得一枚铜牌。